# John Osborn
John Osborn (Sioux City, 16 maggio 1972) è un tenore statunitense.

## Biografia
Dopo gli studi a Indianola nel 1994 canta nel National Council Winners Concert del Metropolitan Opera House di New York dove debutta nel 1996 in Salomè diretto da Donald Runnicles.

## Repertorio
| Ruolo                | Titolo                        | Autore           |
| -------------------- | ----------------------------- | ---------------- |
| Fra Diavolo          | Fra Diavolo                   | Auber            |
| Elvino               | La sonnambula                 | Bellini          |
| Pollione             | Norma                         | Bellini          |
| Arturo Talbo         | I puritani                    | Bellini          |
| Benvenuto Cellini    | Benvenuto Cellini             | Berlioz          |
| Iopas                | Les Troyens                   | Berlioz          |
| Nadir                | Les pêcheurs de perles        | Bizet            |
| Maintop              | Billy Budd                    | Britten          |
| Michel               | Élisabeth                     | Donizetti        |
| Riccardo Percy       | Anna Bolena                   | Donizetti        |
| Nemorino             | L'elisir d'amore              | Donizetti        |
| Edgardo Ravenswood   | Lucia di Lammermoor           | Donizetti        |
| Roberto Devereux     | Roberto Devereux              | Donizetti        |
| Tonio                | La fille du régiment          | Donizetti        |
| Fernand              | La Favorite                   | Donizetti        |
| Sergio               | Fedora                        | Giordano         |
| Orphée               | Orphée et Eurydice            | Gluck            |
| Faust                | Faust                         | Gounod           |
| Roméo                | Roméo et Juliette             | Gounod           |
| Il Duca              | Clari                         | Halévy           |
| Eléazar Léopold      | La Juive                      | Halévy           |
| Edgar Aubry          | Der Vampyr                    | Marschner        |
| Des Grieux           | Manon                         | Massenet         |
| Werther              | Werther                       | Massenet         |
| Robert               | Robert le diable              | Meyerbeer        |
| Raoul de Nangis      | Les Huguenots                 | Meyerbeer        |
| Jean de Leyden       | Le prophète                   | Meyerbeer        |
| Belmonte             | Die Entführung aus dem Serail | Mozart           |
| Don Ottavio          | Don Giovanni                  | Mozart           |
| Ferrando             | Così fan tutte                | Mozart           |
| Tamino               | Die Zauberflöte               | Mozart           |
| Tito                 | La clemenza di Tito           | Mozart           |
| Hoffmann             | Les contes d'Hoffmann         | Offenbach        |
| Lindoro              | L'italiana in Algeri          | Rossini          |
| Don Narciso          | Il turco in Italia            | Rossini          |
| Conte d'Almaviva     | Il barbiere di Siviglia       | Rossini          |
| Otello               | Otello                        | Rossini          |
| Don Ramiro           | La Cenerentola                | Rossini          |
| Goffredo di Buglione | Armida                        | Rossini          |
| Rodrigo di Dhu       | La donna del lago             | Rossini          |
| Idreno               | Semiramide                    | Rossini          |
| Conte di Libenskof   | Il viaggio a Reims            | Rossini          |
| Arnold Melchtal      | Guillaume Tell                | Rossini          |
| Chabel               | Die ersten Menschen           | Stephan          |
| Alfred               | Die Fledermaus                | Strauss, Johann  |
| Un ebreo             | Salome                        | Strauss, Richard |
| Brighella            | Ariadne auf Naxos             | Strauss, Richard |
| Cantante italiano    | Capriccio                     | Strauss, Richard |
| Hamlet               | Hamlet                        | Thomas           |
| Duca di Mantova      | Rigoletto                     | Verdi            |
| Alfredo Germont      | La traviata                   | Verdi            |
| Henri                | Les vêpres siciliennes        | Verdi            |
| Fenton               | Falstaff                      | Verdi            |

## Discografia
| Anno | Titolo Ruolo                   | Cast                                                          | Direttore         | Etichetta     |
| ---- | ------------------------------ | ------------------------------------------------------------- | ----------------- | ------------- |
| 2011 | Guillaume Tell Arnold Melchtal | Gerald Finley, Malin Byström, Marie-Nicole Lemieux            | Antonio Pappano   | EMI           |
| 2012 | Semiramide Idreno              | Aleksandrina Pendačanska, Marianna Pizzolato, Lorenzo Regazzo | Antonino Fogliani | Naxos Records |
| 2013 | Norma Pollione                 | Cecilia Bartoli, Sumi Jo, Michele Pertusi                     | Giovanni Antonini | Decca         |
| 2018 | Le Prophète Jean de Leyde)     | Marianne Cornetti, Lynette Tapia, Karel Martin Ludvik         | Giuliano Carella  | Ohems         |
| 2021 | Robert le diable Robert        | Nicolas Courjal, Erin Morley, Amina Edris                     | Marc Minkowski    | Bru Zane      |
|      | La fille du régiment Tonio     | Sara Blanch, Paolo Bordogna, Adriana Bignani Lesca            | Michele Spotti    | Dynamic       |

## DVD e BLU-RAY
| Anno | Titolo Ruolo                     | Cast                                                   | Direttore        | Etichetta |
| ---- | -------------------------------- | ------------------------------------------------------ | ---------------- | --------- |
| 2008 | Clari Il Duca                    | Cecilia Bartoli, Oliver Widmar, Eva Liebau             | Adam Fischer     | Decca     |
| 2009 | I puritani Arturo Talbo          | Mariola Cantarero, Scott Hendricks, Riccardo Zanellato | Giuliano Carella | Opus Arte |
| 2010 | Armida Goffredo di Buglione      | Renée Fleming, Lawrence Brownlee, Barry Banks          | Riccardo Frizza  | Decca     |
| 2012 | Otello                           | Cecilia Bartoli, Javier Camarena, Edgardo Rocha        | Muhai Tang       | Decca     |
| 2015 | La donna del lago Rodrigo di Dhu | Joyce DiDonato, Juan Diego Flórez, Daniela Barcellona  | Michele Mariotti | Decca     |